# Sacatonia
Sacatonia là một chi ruồi trong họ Chloropidae.